# Симфиз
Симфи́зы (гемиартрозы) — переходные соединения между костями скелета. Обычно это фиброзные либо хрящевые соединения, внутри которых находится узкая щелевидная полость. Снаружи симфиз не покрыт капсулой, а внутренняя поверхность щели не покрыта синовиальной оболочкой. Симфиз может быть усилен межкостными связками. Соединение допускает небольшие смещения сочленяющихся костей.
В отличие от синхондрозов, симфизы с возрастом не подвергаются кальцификации и не утрачивают хрящевую прослойку.
Главное отличие симфизов от суставов в том, что у симфизов суставная щель прерывается.

## Примеры
Наиболее известные примеры симфизов следующие:
- Лонное сочленение, он же лобковый симфиз, соединяющий вертикально верхние ветви лобковых костей;
- Симфизы между костями черепа;
- Подбородочный симфиз, который по средней линии соединяет между собой две половины нижней челюсти. В некоторых источниках это сочленение не относят к симфизам, так как оно образуется из мезодермы челюстной дуги и в раннем детстве превращается в кость.
- Межпозвоночные диски;
- Сочленение между рукояткой[англ.] и телом грудины.

## Заболевание лобкового симфиза
Диастаз лобкового симфиза, симфизит, симфизиопатия – это расхождение лонного сочленения во время беременности, которое может проявляться болевым синдромом и нарушением походки. Отделение лобкового симфиза является редкой патологией, связанной с родами, и встречается с частотой от 1 на 300 до 1 на 30 000 родившихся. Обычно это замечается после родов, но может наблюдаться и в течение шести месяцев после родов. Факторы риска, связанные с этой травмой, включают диспропорцию головного мозга и таза, быстрый второй период родов, эпидуральную анестезию, сильное отведение бедер во время родов или предыдущую травму таза.  
Общие признаки и симптомы включают: симфизарную боль, усиливающуюся при нагрузке и ходьбе, походку вразвалку, болезненность лобковой области и пальпируемую межлобковую щель.  
Лечение диастаза лобкового симфиза в основном консервативное, методы лечения включают фиксацию таза, постельный режим, обезболивание, физиотерапию и, в некоторых тяжёлых случаях, хирургическое вмешательство. 